# 群馬県立藤岡女子高等学校
群馬県立藤岡女子高等学校（ぐんまけんりつ ふじおかじょしこうとうがっこう）は、かつて群馬県藤岡市に存在した県立高等学校。略称は「藤女（ふじじょ）」。群馬県の高校教育再編整備計画により、2007年3月に群馬県立藤岡高等学校と共に閉校し、地域の進学校としての役割は新設の群馬県立藤岡中央高等学校に引き継がれた。

## 沿革
- 1918年 - 藤岡町立実科女学校として開校。
- 1923年 - 県立移管、群馬県立藤岡高等女学校に改称。
- 1948年 - 学制改革により、群馬県立藤岡女子高等学校に改称。
- 1978年 - アメリカニューヨーク州カナジョハリー高校と姉妹校提携。
- 2007年 - 閉校。

## 教育方針
- 知育、徳育、体育の調和を図り、人格の全人的発達を期する。

## 最寄駅
- 東日本旅客鉄道八高線：群馬藤岡駅